# Batman: Arkham Knight
Betmen: Arkamski Vitez je akciono-avanturistička video igra iz 2015. godine koju je razvio Rocksteady Studios i objavio Warner Bros. Interactive Entertainment. Bazirana je na Betmenu, superheroju iz DC stripova, naslednik je video igre iz 2013. godine, Betmen: Poreklo Arkama, i četvrti je deo Betmen: Arkam serijala. Radnja se dešava godinu dana nakon dešavanja u Betmen: Grad Arkam. Glavna priča prati Betmena dok se suočava sa Strašilom koji je napao Gotam prouzrokovavši masovnu evakuaciju stanovništva. Strašilo, uz pomoć misterioznog Arkamskog Viteza, okuplja Betmenove najveće neprijatelje u pokušaju da ga konačno unište.
Igra je predstavljena u trećem licu, sa glavnim fokusom na Betmenovu borbu, pritajenost, detektivske veštine i opremu. Betmen se slobodno može kretati po Gotamu boreći se sa neprijateljima, rešavajući zadatke, otključavajući nova područja ili dobijajući novu opremu. Igrač može da rešava i sporedne zadatke mimo glavne priče, da bi otključao dodatni sadržaj. Borba se fokusira na napadanju brojnih neprijatelja, dok pritajenost omogućava Betmena da se sakrije, koristeći raznu opremu i okruženje kako bi eliminisao neprijatelje. Arkamski Vitez uvodi korišćenje betmobila koje služi za prevoz, rešavanje zadataka i borbu.
Razvoj Arkamskog Viteza počeo je 2011. godine nakon završetka Grada Arkama i trajao je preko četiri godine. Rocksteady je odlučio da koristi svoje pisce za glavnu priču uz saradnju sa piscem stripova Džefom Džonsom, zamenivši Pola Dinija koji je radio na Betmen: Arkamska Ludnica i Betmen: Grad Arkam. Uvođenje betmobila zahtevalo je promene u dizajnu, jer su ulice u prethodnim igrama bile previše uske i ograničene da bi omogućile lako putovanje vozilom.
Arkamski Vitez je objavljen 23. juna 2015. godine za PlayStation 4, Xbox One i Windows. Verzija igre za konzole dobila je pozitivne kritike, posebno zbog naracije, vizualnih efekata, gejmpleja, borbe i dizajna, ali sa najviše negativnih kritika zbog prevelikog korišćenja betmobila i prikaza Arkamskog Viteza. Verzija za računare primila je mnogo negativnih kritika zbog tehničkih i performansnih problema koji su mnoge korisnike onemogućili da igraju, zbog čega je privremeno bila povučena iz prodaje. Kada je objavljena, bila je najbrže prodavana igra 2015. godine, kao i najbrže prodavana igra iz Arkam serijala, sa preko 5 miliona kopija prodanih širom sveta do oktobra 2015.

## Gejmplej
Betmen: Arkamski Vitez je akciono-avanturistička igra smeštena u otvoreni svet grada Gotama, koji se može istraživati slobodno od početka igre. Dosta opreme i elementi gejmpleja iz prethodnih Arkam igara se vraćaju, uključujući kuku za hvatanje, bacač kanapa, betareng, sistem borbe, detektivski vid i uređaj za hakovanje. Ometač dobija nadogradnje iz prethodne igre, i tako postaje puška koja se može koristiti da onemogući ili detonira neprijateljsko oružje i dronove. Betareng na daljinski je slično nadograđen uključujući skener koji može pokupiti informacije o okruženju. Nova oprema obuhvata sintisajzer glasa, kojim Betmen može da imitira glasove drugih likova, kao što je Harli Kvin i Arkamski Vitez, da namami neprijatelje u zamku.
Igrač može da upravlja Betmena da leti kroz grad koristeći ogrtač. Betmen može da koristi određenu opremu dok leti, kao što su betarengovi ili bacač kanapa. Kuka za hvatanje se sada može koristiti za brzu promenu pravca letenja, kao i duplo ispaljivanje u vazduh radi bržeg letenja.
Sistem borbe pruža obične udarce, uključujući napad, kontru i izbegavanje, koji se mogu kombinovati kako bi Betmen napadao dok se kreće između neprijatelja, tako izbegavajući da bude napadnut. Obični neprijatelji se sastoje od neprijatelja sa oklopima i šok palicama, dok su drugi naoružani pištoljima i puškama koje Betmena mogu dosta povrediti. Betmen može da kontrira neprijateljske napade, i baci ih na druge neprijatelje. Takođe ima mogućnost da uzme bejzbol palice iz ruku neprijatelja i koristi ih dok ne puknu.
Arkamski Vitez uvodi neprijateljske lekare koji mogu da štite neprijatelje u električnim poljima i da oporave onesvešćene, neprijatelje sa mačevima i divove koji su otporni na udarce i moraju biti ošamućeni pre nego što ih Betmen napadne; divovi koji nose puške, tejzere i noževe, zahtevaju dodatne korake da bi bili pobeđeni.
Arkamski Vitez uključuje i sporednu misiju poznatiju kao Najtraženiji, koja se može startovati u bilo koje vreme i uključuje poznate likove iz Betmen univerzuma. Jedan od njih je Ridler, koji pruža 243 opciona izazova za rešavanje. Ovi izazovi se sastoje od sakupljanja trofeja sakrivenih po gradu, preko korišćenja Betmenove opreme ili betmobila za uništavanje zamki i izvršavanje vremenski ograničenih izazova.
Betmen može da rešava zločine kao što su ubistva, koristeći svoj detektivski vid da rekonstruiše zločine i pronađe tragove, ili skener tkiva za istraživanje žrtvine kože, mišića ili kostiju radi pronalaženja tragova. Završavanje glavne priče otključava New Game Plus mod, koji pruža igraču mogućnost da igra igru od početka, sa svom opremom i mogućnostima.

### Betmobil
Igra uključuje betmobil kao vozilo koje se može koristiti. Može se pozvati do igračeve lokacije dok je na nogama ili, ako je u vazduhu, sačekaće Betmena kada sleti. Vozilo ima mogućnost da izvodi skokove, ubrzanja, rotaciju u mestu, razbijanje predmeta kao što su barikade i drveće, i puca rakete koje mogu da unište neprijateljska vozila. Betmen se može ispaliti iz betmobila i odmah početi da leti po gradu.
Mnogi neprijatelji će pobeći kada vide vozilo, pa Betmen neće morati da se bori sa njima, a oni koji napadnu biće ošamućeni zbog električne odbrane koju vozilo poseduje. Kao i Betmen, i betmobil može da se nadogradi novim mogućnostima. Neki Ridlerovi izazovi takođe zahtevaju upotrebu betmobila.
Betmobil ima dva moda, koji se mogu menjati u bilo kom trenutku: gonjenje i borba. Gonjenje je za vožnju po gradu i ispunjavanje određenih vozačkih izazova. U modu za borbu, betmobil postaje više kao tenk, omogućavajući da se okreće za 360 stepeni, i klizanje u bilo kom pravcu, prikazujući istovremeno brojno oružje.

## Pregled

### Likovi
Arkamski Vitezi sadrži veliki broj likova iz Betmen stripova. Glavni lik je Betmen—superheroj istreniran do vrhunca ljudske fizičke i mentalne savršenosti i ekspert u borilačkim veštinama. Ima pomoć svojih prijatelja, Robina, Najtvinga, Žene-mačke, Barbare Gordon—koja tajno pomaže Betmenu kao haker Orakl—i njenog oca Komesara Gordona. Betmenov lojalni batler Alfred i kolega iz Vejn Enterprajzes Lucius Foks pružaju Betmenu taktičku podršku.
Kroz grad, Betmen se suočava sa nekoliko super-negativaca: mora da spreči Strašilo da otruje Gotam, rasturiPingvinovu operaciju dilovanja oružjem, zaustavi pljačke koje predvodi Dvolični, završi Ridlerove izazove, zaustavi Otrovnu Ajvi i Harli Kvin, koja želi da se osveti Betmenu zbog Džokerove smrti. Igra uvodi negativca Arkamskog Viteza, lika koji je osmišljen posebno za ovu igru. On je vojno opremljena verzija Betmena, sa znakom "A" na grudima.

### Postavka
Godinu dana nakon Džokerove smrti tokom dešavanja u Gradu Arkamu, Betmen se bori da se pomiri sa odsustvom svog neprijatelja i neprijatnim osećajem da su delili vezu koja je dublja nego što priznaju. Bez Džokerovog haotičnog prisustva, građani Gotama se nikad sigurnije nisu osećali, i kriminal u gradu je znatno opao. Kako god, to pruža priliku Betmenovim neprijateljima, uključujući Pingvina, Dvoličnog i Harli Kvin, da se udruže u zajedničkom cilju da ubiju Betmena. Naslutivši novu pretnju, Betmen nastavlja da razvija tehnologiju za borbu protiv kriminala i održava red u gradu.
Na noć veštica, Strašilo preti gradu svojim novim otrovom straha i bombama postavljenim širom Gotama, primoravši tako 6 miliona građana da se evakuišu. Samo kriminalci ostaju u gradu, ostavljajući Komesara Gordona i Gotamsku policiju brojno nadmašenu.
Veličina grada u Arkamskom Vitezu je približno pet puta veća od grada u Arkamski Grad. Radnja igre se dešava u centru grada, koji je podeljen na tri ostrva: Blik, Faunders i Miagani. Blik ostrvo ima niže zgrade, neuredna područja i napuštene dokove, dok je Faunders pun solitera izgrađenih na Gotamskim sirotinjskim kvartovima. Miagani je stariji deo grada sa Vejn kulom u centru. Orakl je uspostavila komunikacioni štab u Gotamskoj kuli sa satom, koja takođe ima i improvizovanu Bet-pećinu.

### Priča
Na noć veštica, Strašilo primorava građane na evakuaciju iz Gotama nakon pretnje da će pustiti otrov u grad. Betmen traga za njim i nailazi na sklonište u kome nalazi Otrovnu Ajvi, koju odvodi u zatvor. Betmen se sastaje sa Orakl, koja otkriva da je zgrada Ejs Kemikals izvor otrova. Betmen istražuje objekat, ali susreće se sa Arkamskim Vitezom i njegovom brojnom vojskom. Uspeva da se izbori sa njima i locira Strašilo, koji je pretvorio celu zgradu u bombu sa otrovom. Strašilo otkriva da je kidnapovao Orakl, i izlaže Betmena otrovu pre nego što pobegne. Betmen sprečava radijus eksplozije bombe nakon čega se suočava sa Džokerom.
Retrospekcija otkriva da pre nego što je Džoker umro, njegova inficirana krv je bila korišćena za transfuziju krvi, inficirajući tako pet ljudi uključujući Betmena; Betmen je, skrivajući svoju infekciju od ostalih, zarobio preostala 4 primalaca koji su fizički i mentalno postajali Džoker. Džoker, koji sad postoji kao mentalna projekcija izazvana inficiranom krvi i otrovom straha, se često pojavljuje rugajući se Betmenu i manipulišući njegov pogled na svet. Nakon što uspeva da pobegne iz zgrade koja eksplodira, Betmen upozorava Gordona da je Orakl kidnapovana.
Betmen saznaje da je Strašilo zaposlio biznismena Sajmona Staga da napravi "Cloudburst"—uređaj za masovno širenje otrova. Na Stegovom cepelinu, Betmen ispituje Stega i nalazi Strašilo, ali doza otrova straha omogućava Džokera da privremeno preuzme kontrolu nad Betmenom dok Arkamski Vitez izvlači Cloudburst. Kada se oporavio, Betmen pronalazi Orakl u Strašilovom skloništu, ali kada je stigao ona je bila izložena otrovu straha i izvršava samoubistvo. Harli Kvin zauzima Betmenovu bazu u Panesa filmskom studiju da oslobodi preostale četiri osobe sa Džokerovom krvi. Betmen i Robin zarobljavaju Harli i inficirane, ali jedan od pacijenata, Henri Adams, ubija ostale, pre nego što izvrši samoubistvo, verujući da će Betmen postati savršeni Džoker. Shvativši da je Betmen inficiran, Robin pokušava da ga zatvori pre nego što Džoker potpuno preuzme kontrolu nad njim, ali umesto toga Betmen zatvara njega i odbija da stane dok ne zaustavi Strašilo.
Arkamski Vitez aktivira Cloudburst koji prekriva ceo grad otrovom straha. Betmen uništava Cloudburst i ubeđuje Otrovnu Ajvi da osposobi drevno drvo koje može da upije otrov; ona uspeva u tome i spasava Gotam, ali je napor ubija, dok Betmenovo izlaganje otrovu pojačava Džokerovu kontrolu nad njim. Betmen juri Arkamskog Viteza do gradilišta da oslobodi Gordona. Vitez otkriva da je on Džejson Tod, prethodni Robin, koga je naizgled Džoker ubio i ostavio ga istraumiranog zbog mučenja. Tod krivi Betmena da ga je napustio, i uprkos tome što mu Betmen nudi pomoć da se oporavi, on beži. Betmen i Gordon se suočavaju sa Strašilom na vrhu zgrade, gde otkriva da je Orakl živa i da je njeno samoubistvo bila zapravo halucinacija. Betmen spasava Orakl i odvodi je do policije, ali Strašilo uspeva da pobegne sa Gordonom. Uz pomoć preostale vojske, Strašilo napada zgradu policije kako bi ubio Betmenove prijatelje. Betmen i Orakl uspevaju da ih zaustave, ali Strašilo koristi njihovu nepažnju i kidnapuje Robina.
Da bi spasio Robina i Gordona, Betmen se predaje Strašilu koji ga odvodi u ruševine Arkamske Ludnice. Strašilo otkriva čitavom svetu Betmenov tajni identitet, Brusa Vejna, preko televizije, nakon čega ubrizgava otrov straha u njega da ga slomi pred publikom. Betmen i Džoker se potom bore za kontrolu u Betmenovoj glavi; Džoker pokušava da oslabi Betmena prebrojavajući ljude koji su stradali i umrli zbog njega, ali Betmen pobeđuje i zatvara Džokera u svojoj glavi zauvek, da bude zaboravljen—što je Džokerov najveći strah. Tod stiže i spasava Betmena, koji ubrizgava Strašilo sopstvenim otrovom.
Nakon što je Betmen osiguran bezbednost u Gotamu, Gordon šalje policiju da povrati ulice, a Betmen aktivira "Knightfall" protokol da bi zaštitio one koje voli. Okružen novinarima, Betmen se vraća kući u Vejn Manor gde ga dočekuje Alfred. Njih dvojica ulaze u kuću i ona eksplodira, naizgled ubijajuci ih. Gordon, sada gradonačelnik Gotama, se sprema da prisustvuje svadbi Orakl i Robina. Negde u gradu, dva kriminalca napadaju porodicu u uskoj ulici ali se suočavaju sa siluetom nalik na Betmena.

## Razvoj
Avgusta 2012. godine, Pol Dini, pisac prve dve igre iz Arkam serijala, rekao je da neće biti uključen u pisanju nastavka za Arkamski Grad. Rocksteady se odlučio da angažuje svoj tim pisaca, predvođen Seftonom Hilom i dizajnerom Ianom Bolom, sa skriptama Martina Lankastera.
Razvoj Arkamskog Viteza počeo je 2011. nakon završetka Arkamskog Grada, i trajao je četiri godine. Javnosti je prikazan u martu 2014. godine, Rocksteady Studios se vraća kao glavni za razvoj igre, nakon što je Betmen: Poreklo Arkama dizajnirao WB Games Montreal. Arkamski Vitez je opisan kao završni deo Arkam serijala. Kevin Konroj se vraća kao glas Betmena, nakon što je to isto radio u Arkamska Ludnica i Grad Arkam.
Rocksteady je još na početku razvoja igre odlučio da Arkamski Vitez bude samo za, tada najavljene, konzole nove generacije, što im je omogućilo da se fokusiraju na maksimalnom korišćenju resursa, bez obaziranja na sisteme starije generacije. Igra omogućava i do pet puta više neprijatelja na ekranu nego što je bio slučaj sa Gradom Arkamom, i nemiri mogu da sadrže i do pedeset neprijatelja koji interaktuju sa okruženjem da razbijaju stvari i crtaju grafite. Tehničke izmene su omogućile video scenama da se iznesu u realnom vremenu u igru, dok su prethodne igre imale pripremljene snimke da nadoknade. Opisujući razliku između Arkamskog Viteza i ranijih igara, glavni dizajner likova Albert Feliu rekao je da jedan model lika u Arkamskom Vitezu može sadržati istu količinu poligona koja je korišćena za prikaz celokupnog okruženja u Arkamskoj Ludnici. Arkamski Vitez je prva u serijalu koja koristi Nvidia Apeks fiziku za simuliranje koja pomaže predmetima, kao što je Betmenov plašt, da realistično reaguju na pokret ili vetar. Warner Bros. je podržavao koncept igre koji je predložio Rocksteady, ali su se obe strane složile da je tri godine mnogo čekanja između igara, pa je WB Games Montreal angažovan da napravi igru koja bi prikazala vreme od početka Betmena, Arkamsko Poreklo, da bi nadoknadili.
Za razliku od Arkamskog Porekla, igra nema višeigrački sistem. Kako Hil objašnjava, razvojni tim je znao da će igra za jednog igrača zahtevati puni napor tima, sa fokusom da naprave iskustvo za jednog igrača najbolje što mogu. Nisu smatrali da je potrebna mogućnost igranja više igrača, i Warner Bros. se složio sa tim od samog početka.

### Muzika
Kompozitor za Arkamsku Ludnicu i Grad Arkam se vratio da radi i na Arkamskom Vitezu, dok je njegov partner na tim igrama, Ron Fiš, zamenjen kompozitorom Dejvidom Baklijem. Pevač i producent, Trent Reznor, radio je kao muzički konsultant za trejler Arkamskog Viteza, Budi Betmen.

## Objavljivanje
Betmen: Arkamski Vitez je objavljen na PlayStation 4, Xbox One i Windows 23. juna 2015. godine. Igra je prvobitno najavljena da izlazi 14. oktobra 2014, što je naknadno pomereno za 2. jun 2015.

### Marketing
Igra je trebala biti objavljena tokom 75. godišnjice Betmena u 2014, pa je DC napravio izložbu u Londonu u junu 2014, i na San Dijego Komik Konu u julu 2014. U maju 2015, replika betmobila u punoj veličini prikazana je na MCM London Komik Konu. Počev od 8. maja 2015. pa sve do samog objavljivanja igre, Rocksteady je jednom nedeljno objavljivao video snimke iza scene pod nazivom Arkam Insajder, koji je uključivao i zaposlene koji su opisivali razne aspekte gejmpleja Arkamskog Viteza, kao i odgovore na pitanja fanova. Razni proizvodi su napravljeni na osnovu igre, uključujući odeću, kape, kalendare, postere i slušalice.

## Prijem
Betmen: Arkamski Vitez primio je generalno povoljne ocene od strane kritičara za PlayStation 4 i Xbox One verzije igre, dok je računarska verzija primila pomešane ili prosečne ocene, prema review aggregator Metakritiku.
Den Stejplton iz Aj-Dži-Ena je igri dao ocenu 9/10, hvaleći grafiku, raznolikost gejmpleja, detalje otvorenog sveta, davanje glasova (posebno Kevina Konroja kao Betmena i Džona Nobla kao Strašila) i sveukupno unapređenje borbe i predator sistema. Džastin Mekelroj iz Polygon-a dao je ocenu 10/10. On je pohvalio genijalnost zagonetki igre, navodeći kako one teraju igrača da razmišlja na znatno višem nivou nego prethodne igre, nazivajući igru ništa manje nego revolucionarnom i najboljom igrom ove generacije konzola. Stiv Tili iz Toronto Sana smatra igru fantastičnom. On misli da je to zadovoljavajući i prikladno zaključen serijal Arkam igara, hvaleći iznenađenja u priči, kao i grafiku, borbu i betmobilove sposobnosti.
Kevin VanOrd, pišući za GejmSpot, dao je ocenu 7/10, hvaleći sjajnu količinu raznolikosti u igri, njeno poboljšanje iz prethodnih igara, zagonetke i Dual Play mehaniku. Pozitivno je reagovao na segmente koji se tiču betmobilovog borbenog moda, ali kritikovao je neke logičke stvari u igri, posebno sukob Betmenovog pravila da ne ubija i značajnu sklonost betmobila ka uništavanju. Takođe je primetio kako su tematski elementi priče i ponovljene metafore postali iscrpljujuće suvišni, opisijući igru kao samo onoliko dobru koliko joj svet dozvoljava da bude. Retrospektivno, Betmen: Arkamski Vitez svrstava se među najbolje Betmen igre.

### Tehnički problemi na Windows verziji
Windows verzija igre primila je pomešane ocene, sa kritikama koje su uglavnom bile usmerene na tehničke probleme koji su bili prisutni kada je igra puštena u prodaju, što je na kraju dovelo do obustave prodaje. Na dan izlaska, 23. juna 2015. godine, hiljade korisnika prijavilo je velike tehničke nedostatke i probleme u igranju Windows verzije igre, a neki su govorili da im se čini kao da je optimizaciona faza u razvoju igre preskočena. Stim korisnici su odmah napisali oštre kritike o performansama igre, uključujući i prijave da je broj slika po sekundi ograničen na 30 (što se može povećati, ali uz potencijalne posledice) i padanje na 10 tokom letenja ili vožnje betmobilom.
Nvidia i AMD su izbacili nove drajvere specijalno za igru u pokušaju da se reše problema sa performansama, što je Stim snažno preporučavao da se preuzme. Razvijač igre, Rocksteady, izjavio je da su svesni problema i da rade sa svojim partnerima da ih otklone.
Warner Bros. Interactive Entertainment je 24. juna 2015. najavio da će obustaviti prodaju Windows verzije Arkamskog Viteza kako bi otklonili probleme i zadovoljili kompanijin standard kvaliteta. Takođe su ponudili refundiranje svima koji su već kupili igru. Prva privremena zakrpa je testirana 21. avgusta 2015. godine, sa nadom da će je u narednih nekoliko nedelja objaviti. Rešili su problem sa brojem slika po sekundi dodavši mogućnost biranja 30, 60 ili 90, optimizovali su za grafičke karte, i rešili i neka sitna podešavanja. Zakrpa je objavljena 4. septembra 2015. godine. Rocksteady i Warner Bros. su najavili da će igra ponovo biti u prodaji od 28. oktobra 2015. godine, zajedno sa zakrpom koja sadrži sve prethodne verzije i dodatni sadržaj. Nakon što je igra ponovo bila dostupna, i dalje je primala kritike za tehničke probleme, te je Warner Bros. ponudio potpuni povraćaj novca za igru, kao i sezonsku kartu do kraja 2015. bez obzira koliko dugo korisnik poseduje igru. Takođe su naveli da će nastaviti da rešavaju probleme vezane za Windows verziju, za one koji odluče da zadrže igru.

### Prodaja
Betmen: Arkamski Vitez je bila najprodavanija igra juna 2015. i postala je najbrže prodavana igra 2015. godine, oborivši rekord koji je postavio Veštac 3: Divlji Lov. Takođe je bila i druga najprodavanija igra 2015. godine, iza Mortal Kombat X, kao i najbrže prodavana igra iz Arkam serijala. Do oktobra 2015. prodato je preko 5 miliona kopija širom sveta.

## Spoljašnje veze
- Zvanični veb-sajt
- Betmen: Arkamski Vitez na IMDb